# Tastavinsaurus
Tastavinsaurus ist eine Gattung sauropoder Dinosaurier aus der Gruppe der Titanosauriformes. Bisher sind zwei fragmentarische Skelette bekannt, die aus der Unterkreide (Unteres Aptium) des spanischen Aragonien stammen. Einzige Art ist Tastavinsaurus sanzi.

## Merkmale
Tastavinsaurus war wie alle Sauropoden ein vierbeiniger Pflanzenfresser mit langem Hals und Schwanz. Von verwandten Gattungen lässt sich diese Gattung anhand von 19 einzigartigen Merkmalen (Autapomorphien) abgrenzen, die sich vor allem an den Wirbeln, aber auch an den Becken-, Bein- und Fußknochen finden. Beispielsweise beträgt das Längenverhältnis zwischen Sitzbein und Schambein 0,7, während der Cnemialkamm, ein in der Knieregion auf dem Schienbein befindlicher Knochenkamm, in zwei dünne vertikale Kämme geteilt ist. Das Schienbein ist außerdem relativ kurz und misst lediglich 55 % der Länge des Oberschenkelknochen.
Die beiden bekannten Skelette unterscheiden sich in einer Reihe von anatomischen Merkmalen voneinander. So zeigt das zuerst entdeckte Skelett ein im Verhältnis kürzeres paariges Sitzbein. Außerdem ist dieses Skelett insgesamt robuster gebaut als das zweite Skelett. Diese Unterschiede könnten auf individuelle Variationen oder auf Geschlechtsdimorphismus zurückzuführen sein.

## Systematik
Die Titanosauriformes bilden eine Gruppe innerhalb der sauropoden Dinosaurier und enthalten die Titanosauria sowie verschiedene, ursprüngliche Vertreter, wie beispielsweise Brachiosaurus. Tastavinsaurus zählt zu den ursprünglichen Vertretern der Gruppe. Eine kladistische Analyse von Canudo und Kollegen (2008) kommt zu dem Ergebnis, dass Tastavinsaurus die Schwestergattung von Venenosaurus bildet; beide Gattungen sind stärker abgeleitet (fortgeschritten) als Brachiosaurus und können zusammen mit den Titanosauria in einer als Somphospondyli benannten Gruppe zusammengefasst werden.
Royo-Torres und Kollegen (2009, 2012) schlagen vor, Tastavinsaurus, Venenosaurus und Cedarosaurus in einer neuen Gruppe innerhalb der Titanosauriformes zusammenzufassen, die Laurasiformes. Die Laurasiformes sind dabei definiert als stammlinienbasiertes Taxon, das alle Taxa umfasst, die näher mit Tastavinsaurus als mit Saltasaurus verwandt sind.

## Fund, Forschungsgeschichte und Namensgebung
Der erste Fund wurde Anfang der 1990er Jahre von den Fossiliensammlern und Brüdern Andrés und Pedro Ortiz gemacht. Die Fundstelle (Masia de Arsis) befindet sich in der Gemeinde Peñarroya de Tastavins in der spanischen Provinz Teruel. Die beiden Sammler wurden durch an der Geländeoberfläche verwitternde Knochenfragmente auf die Fundstelle aufmerksam gemacht, eine daraufhin begonnene Grabung brachte einen Oberschenkelknochen, Wirbelkörper und Schambeine zum Vorschein. 1996 wurde ein Angestellter der Regionalregierung von Aragonien auf den Fund aufmerksam, woraufhin umfangreichere, wissenschaftlich beaufsichtigte Grabungen vom Winter 1996 bis zum Januar 1997 stattfanden. Die Präparation der Fossilien nahm zwei weitere Jahre in Anspruch. Heute sind die Fossilien Teil einer dauerhaften Ausstellung im Paläontologischen Museum Dinópolis in Teruel.
Das Skelett (Holotyp, Exemplarnummer MPZ 99/9) befindet sich in einem guten Erhaltungszustand und ist teilweise artikuliert vorgefunden worden, das heißt die Knochen lagen teilweise in ihrer ursprünglichen anatomischen Position. Es handelt sich um eines der am besten erhaltenen und vollständigsten Sauropodenskelette aus der Unterkreide Europas. Es besteht aus 4 Rückenwirbeln, 25 Schwanzwirbeln, Kreuzbein, 9 Rippen, 21 Chevron-Knochen, Beckenknochen (beide Darmbeine, Schambeine, Sitzbeine) und Beinknochen (Oberschenkelknochen, 1 Schienbein und Wadenbein, Astragalus, 6 Mittelfußknochen, 7 Zehenglieder einschließlich 4 Krallen).
Der zweite Fund wurde 2004 auf einem Waldweg bei El Castellar von einem Forscherteam des Dinópolis-Museums entdeckt, der Fundort wurde La Canaleta getauft. Dieses Skelett (Exemplarnummer CT-19) besteht aus 16 Rippen, Teile des Schultergürtels sowie einem vollständigen Hinterbein.
Das erste Skelett stammt aus der Xert-Formation, während das zweite Skelett der Basis der Forcall-Formation entstammt. Beide Gesteinseinheiten werden auf das Untere Aptium datiert und wurden unter marinen Bedingungen abgelagert.
Tastavinsaurus wurde 2008 von José Canudo und Kollegen erstmals wissenschaftlich beschrieben. Die Erstbeschreibung stützte sich dabei lediglich auf das erste, innerhalb der Xert-Formation entdeckte Skelett. Erst 2012 wurde das Skelett aus der Forcall-Formation als zweites bekanntes Exemplar dieser Gattung beschrieben. Der Name Tastavinsaurus (katalanisch tastavin, gr. sauros – „Echse“) weist auf die Gemeinde Peñarroya de Tastavins, wo das erste Skelett gefunden wurde. Das Wort Tastavin entstammt ursprünglich dem Katalanischen und bedeutet „Wein-Koster“. Der zweite Teil des Artnamens, sanzi, ehrt José Luis Sanz für seine Studien über spanische Dinosaurierfunde.

## Belege